# وارد أرمسترونغ
وارد أرمسترونغ (بالإنجليزية: Ward Armstrong)‏ هو محامي وسياسي أمريكي، ولد في 2 يونيو 1956 في الولايات المتحدة. حزبياً، نشط في الحزب الديمقراطي.

## وصلات خارجية
- الموقع الرسمي